# Друзья (телесериал)
«Друзья́» (англ. Friends) — американский ситком, повествующий о жизни шестерых друзей. Признан одним из лучших комедийных сериалов в истории американского телевидения и стал одним из наиболее знаменитых проектов 1990-х годов. Сама постановка и творческая группа получили множество наград, в том числе шесть премий «Эмми» и премию «Золотой глобус».
Сериал «Друзья» был спродюсирован компанией «Брайт/Кауффман/Крейн продакшенс» (англ. Bright/Kauffman/Crane Productions) совместно со студией Warner Bros. Television, премьерные показы транслировались американским телеканалом NBC (с 22 сентября 1994 по 6 мая 2004 года). Финальный эпизод сериала занял четвёртое место в рейтинге последних эпизодов телесериалов — в премьерном эфире его видели 52,5 миллиона человек.
С 1994 по 2004 год было снято 10 сезонов сериала — в общей сложности 236 эпизодов. Он с большим успехом демонстрировался в различных странах мира и приобрёл множество поклонников.
27 мая 2021 на видеосервисе HBO Max вышел спецвыпуск «Друзей» с участием всех главных актёров оригинального шоу.

## Сюжет
Действие сериала происходит главным образом в Манхэттене (Нью-Йорк) приблизительно в тот же временной отрезок, когда снимался и сериал, — в 1994—2004 годах.
Сериал посвящён жизни шестерых друзей: избалованной «папенькиной дочки» Рэйчел Грин (Дженнифер Энистон); чистюли-повара Моники Геллер (Кортни Кокс); комплексующего остряка, офисного работника Чендлера Бинга (Мэттью Перри); помешанного на сексе и еде, простоватого, ждущего «своей» роли актёра Джоуи Триббиани (Мэтт Леблан); разведённого палеонтолога Росса Геллера (Дэвид Швиммер); хиппующей массажистки и певицы Фиби Буффе (Лиза Кудроу).
В начале сериала Рэйчел бросает своего жениха прямо у алтаря и переезжает к своей школьной подруге Монике. Они живут в квартире напротив квартиры Чендлера и Джоуи. Эта четвёрка дружит с братом Моники, Россом (который совсем недавно развёлся со своей женой, оказавшейся лесбиянкой), и с Фиби — девушкой без определённой профессии, прежней соседкой Моники. Основное действие сериала разворачивается в квартирах Моники и Чендлера и в кофейне «Central Perk» («Центральная кофейня»).
Бросив своего жениха, Рэйчел решает начать самостоятельную жизнь и отказаться от денег отца. Начав работать официанткой в кофейне, она делает карьеру в мире моды — проходит путь от младшего ассистента начальника отдела закупок в универмаге Bloomingdale's до начальника отдела мерчандайзинга в компании «Ральф Лорен». Моника на протяжении первых нескольких сезонов испытывает затруднения в карьере, но всё же добивается успеха, становясь шеф-поваром престижного ресторана. Чендлер, вначале сотрудник отдела статистики, оказывается в рекламном бизнесе. Джоуи с переменным успехом снимается в различных телесериалах и рекламе, играет в театре и кино, а вершиной его карьеры становится роль доктора Дрейка Реморэ в популярном сериале «Дни нашей жизни». Палеонтолог Росс сначала работает сотрудником музея, а позднее — преподавателем в университете. Фиби зарабатывает, работая массажисткой, а также исполняя странные песни собственного сочинения под гитару.
Основной сюжетной линией сериала являются романтические отношения Росса и Рэйчел, которые несколько раз расстаются и вновь соединяются. Росс влюблён в Рэйчел ещё со школы, но та долгое время не обращала на него внимания. Их отношения меняются от страстной и нежной любви до неприязни, нечаянно у них рождается ребёнок (дочь Эмма), и только в самом конце сериала пара принимает решение больше никогда не расставаться. Начиная с пятого сезона появляется важная сюжетная линия отношений Чендлера и Моники. Остальные друзья находятся в поиске спутников жизни. К концу сериала Чендлер и Моника женятся, Фиби также выходит замуж, и свободным остаётся только Джоуи.
В большинстве эпизодов имеется три небольших сюжетных линии внутри эпизода, примерно равной значимости. Общий сюжет сериала развивается поступательно, одновременно с логически завершённым сюжетом конкретной серии. Некоторые серии являются ретроспективой прошедших событий из юности и детства героев, а также альтернативной версией текущих событий.

## В ролях

### Главные герои
Рэ́йчел Грин (Дженнифер Энистон) — полное имя Рэйчел Карен Грин
Рэйчел — избалованная девушка, выросшая в состоятельной семье и имеющая слабое представление о реальной жизни. У неё есть две сестры — Эми и Джил. В первом эпизоде сериала Рэйчел сбегает с собственной свадьбы и поселяется у своей школьной подруги Моники Геллер, решив таким образом начать самостоятельную жизнь. Позже она делает карьеру в мире моды. У Рэйчел было множество партнёров, но с первого и до последнего сезона сюжетная линия связывает её с Россом. В восьмом сезоне от него она рожает дочку Эмму.
Мо́ника Ге́ллер (Кортни Кокс) — полное имя Моника Е. Геллер (впоследствии — Геллер-Бинг)
Моника — младшая сестра Росса Геллера. В детстве она была очень толстой, из-за чего сильно комплексовала. Однако со времени действия сериала она очень похудела. У неё есть некоторые навязчивые идеи, которые периодически дают о себе знать: она требует идеального порядка, отличается от всех друзей своим властным характером, не может никому ничего доверить и хочет всегда быть победителем. Друзья уже привыкли к её странностям и не обращают на них внимания. Моника — отличный повар, её карьера идёт вверх (хотя случаются и падения), и к концу сериала она становится шеф-поваром престижного ресторана. У Моники было множество парней, но серьёзные отношения связывали её только с Ричардом, другом её родителей, и с Чендлером, за которого она вышла замуж в седьмом сезоне сериала.
Фи́би Буффе́ (Лиза Кудроу) — полное имя Фи́би Буффе́ (впоследствии — Буффе-Хэнниган)
У Фиби достаточно странное прошлое, которое открывается постепенно по мере развития сюжета. Её родная мать оставила девочку близкой подруге, отец сбежал из семьи, а потом приёмная мать покончила с собой, а отчим сел в тюрьму. В начале сериала она живёт с бабушкой, а по мере развития сериала находит родную мать и отца. Какое-то время в юности она жила на улице и занималась грабежом. У Фиби есть сестра-близнец, Урсула, но они почти не общаются. Одно время Урсула использовала имя Фиби, снимаясь в порнофильмах. Фиби работает массажисткой и играет на гитаре. Поёт довольно странные песенки собственного сочинения. Родила своему сводному брату тройняшек, то есть была их суррогатной матерью, так как у жены брата были проблемы со здоровьем. Состояла в фиктивном браке с геем-фигуристом, который развёлся с ней, потому что понял, что стал натуралом, и нашёл себе невесту. В последних сезонах сериала Фиби знакомится с Майком, за которого в десятом сезоне выходит замуж. Одно время была соседкой Моники по квартире.
Джоуи Триббиа́ни (Мэтт Леблан) — полное имя Джозеф Фрэнсис Триббиа́ни-младший
Джо родился в итальяно-американской семье, в которой помимо него семь сестёр. В сериале Джо изображён как стереотипный актёр. Он беден, малообразован, наивен и находится в постоянном поиске работы. В то же время он очень обаятелен и имеет успех у женщин, чем постоянно пользуется. Почти весь сериал у Джо нет постоянной работы: он снимается в рекламе, сериалах и фильмах, но никак не может получить более-менее серьёзную роль. В конце концов он становится актёром известного сериала «Дни нашей жизни».
Че́ндлер Бинг (Мэттью Перри) — полное имя Че́ндлер Мюриэл Бинг
Чендлер родился в семье писательницы эротических романов Норы Тайлер Бинг и гомосексуала-трансвестита Чарльза Бинга. У Чендлера множество комплексов, от которых он отгораживается постоянными шутками. Работа Чендлера — анализ и реконфигурация данных, и в этой сфере он делает неплохую карьеру. Однако в конце сериала он бросает работу и начинает всё с нуля в рекламном бизнесе. Чендлеру не очень везёт в любви. По существу, у него было всего два более-менее серьёзных романа: с Дженис и с Моникой, на которой он женится в седьмом сезоне сериала.
Росс Ге́ллер (Дэвид Швиммер) — полное имя Росс Юстас Ге́ллер
Росс — старший брат Моники и любимец их родителей. Он — уважаемый палеонтолог, сначала работал в музее, затем сделал карьеру, став профессором, преподающим в университете. В любви ему не очень везёт: у него плохо получается знакомиться с девушками. Тем не менее он был трижды женат и столько же раз разведён. Ещё со школы он влюблён в Рэйчел, и их отношения являются основной любовной сюжетной линией сериала (в одном из сезонов они спьяну женятся в Лас-Вегасе). У Росса двое детей — сын Бен от первого брака и дочь Эмма от Рэйчел.

### Второстепенные герои
- Джек Ге́ллер (Эллиотт Гулд) — отец Моники и Росса.
- Джу́ди Ге́ллер (Кристина Пиклз) — мать Моники и Росса.
- Кэ́рол Уи́ллик (Джейн Сиббетт) — первая жена Росса Геллера, с которой тот познакомился ещё в колледже. Они жили вместе 8 месяцев, а потом были женаты восемь лет, но расстались из-за того, что Кэрол поняла, что является лесбиянкой. Воспитывает сына Бена с Россом и своей подругой, а со временем — законной супругой Сьюзен.
- Га́нтер (Джеймс Майкл Тайлер) — менеджер «Центральной кофейни», тайно влюблённый в Рэйчел Грин. Никто из героев не знает его фамилии. Известно, что в прошлом Гантер снимался в мыльной опере.
- Дже́нис (Мэгги Уилер) — странная девушка, с которой встречается Чендлер Бинг. Чендлер несколько раз бросал её, но впоследствии вновь к ней возвращался.
- Доктор Ри́чард Бёрк (Том Селлек) — друг Джека Геллера, врач-окулист, в которого влюбляется Моника.
- Майк Хэ́нниган (Пол Радд) — сначала парень (с 3-й серии 9-го сезона), а затем муж Фиби Буффе (по окончании 10-го сезона).

## Создание

### Предыстория
В 1993 году продюсеры Дэвид Крейн, Марта Кауфман и Кевин Брайт объединились в одной фирме, которая продолжила сотрудничество с телевизионным отделением империи Warner Bros. — Warner Bros. Television. Крейн и Кауфман учились в Брандейском университете в Уолтеме, штат Массачусетс, а позже совместно работали уже около 16 лет, имели авторитет, и их работы были замечены телевизионной критикой. Сериал «Как в кино» уже четвёртый сезон шёл на канале HBO. Работа шла по классической для американского телевидения схеме разделения труда. Идея и предварительный сценарий готовятся продюсерами, обычно это независимая компания. Сериал на своей производственной базе снимает специализирующаяся на этом процессе компания (production company) — Warner Bros. Television и затем продаёт права на него телевизионным сетям, например, NBC. Сам процесс продажи прав на премьерные и послепремьерные показы сериала имеет достаточно сложную структуру и называется синдикация.
В начале года Крейн и Кауфман пребывали в определённом творческом кризисе. В 1993 году их ситком «Семейный альбом» после шести пилотных серий был закрыт на канале CBS по причине низкого рейтинга. Наряду с другими авторами, в сезон, когда телевизионные каналы готовят сетку вещания на следующую осень, они начали работу над материалами трёх новых телепрограмм для каналов NBC и ABC. Около ста продюсерских команд представили на рассмотрение отборочной комиссии production-компаний свои проекты. Среди прочих разработок сериалов в декабре 1993 года руководству Warner Brothers Television также был презентован семистраничный макет ситкома с рабочим названием «Кафе Бессонница» («Insomnia Cafe»).
Главные герои проекта — молодые жители («двадцать с чем-то») Нью-Йорка, только окончившие колледж, ищущие место в жизни и регулярно встречающиеся в маленьком кафе. Идея была предварительно одобрена и принята в работу, так как попала на благодатную почву. Руководство компании в это время искало новинки для оживления эфира, где преобладали классические семейные сериалы, такие как «Весёлая компания», время которых подходило к последнему сезону. Дэвид и Марта сели за сценарий пилотной серии, рабочее название постановки изменилось на «Друзья как мы» («Friends Like Us»). В марте предварительный вариант сценария пилотной серии был готов, и название сменилось на «Шестеро одиночек» («Six of One»).
В общей сложности продюсеры потратили около шести месяцев на разработку персонажей. Хотя сценарий не был готов, руководство канала NBC, только познакомившись с предварительными материалами, сразу сообщило авторам о готовности снять пилотную серию. Это говорило о высокой заинтересованности в постановке — обычно кабельный канал дожидается окончательного сценария. Новый ситком, как планировалось, должен был занять место в четверг вечером, в недельной сезонной сетке вещания. Уже тогда было решено, что он будет транслироваться в 20:30 между двумя «хитами» NBC — сериалами «Сайнфелд» и «Без ума от тебя». Далеко не каждой передаче так улыбалась удача — соседи должны были обеспечить хороший старт новичку. Предполагалось, что целевая аудитория сериала — «молодые-взрослые» (young-adults) горожане, и тексты затронут темы, интересные им. Летом 1994 года началась подготовка к съёмкам нового сериала, и название окончательно сложилось как «Друзья».

### Подбор актёров
Президент Warner Brothers Television Лесли Мунвес (Leslie Moonves) говорил:

В телевидении залог успеха в подборе актёров, потому что телевизионные программы делают люди. Редко постановку с плохими актёрами вытягивает хороший сценарий.
Оригинальный текст (англ.) In television, casting is almost everything, it may be more important than the script, because television is such a people medium. Very rarely will a good script get by with bad casting.
— 
Как только весть о новом хите Warner Brothers для канала CBS распространилась в американской творческой среде, актёры и их импресарио немедленно начали предлагать свои услуги. Первым кандидатом на главную роль, без отбора, стал Дэвид Швиммер. Собственно роль Росса Геллера писалась «под него». Он уже хорошо зарекомендовал себя как талантливый телевизионный и театральный актёр, и создатели сериала не сомневались, что он справится.

Промоизображение главных героев (по порядку): Джоуи, Моника, Чендлер, Росс, Фиби и Рэйчел

Всех остальных актёров отбирали через многоуровневый отбор. Процесс начался в первой неделе марта 1994 года, ещё до того как продюсеры закончили писать сценарий пилотных эпизодов. На каждую из пяти оставшихся позиций друзей комиссия по отбору получила свыше тысячи резюме. Из них было отобрано около 75 кандидатов, которые получили короткий текст примерно на восемь строк и были приглашены на прочтение роли перед отборочной комиссией, в которую входили вице-президенты Warner Brothers Мунвес и Миллер. В конце месяца в короткий список попало уже не более четырёх кандидатур на место, которые уже были представлены руководству канала NBC. Окончательный выбор исполнителей ролей Моники, Джоуи, Рэйчел, Фиби и Чендлера остался за ними. Подбор актёров для «Друзей» у Крейн и Кауфман не был единственным проектом — одновременно шёл поиск исполнителей для другого сериала, который они готовили для канала ABC.
Дженнифер Энистон, Кортни Кокс, Мэттью Перри, Мэтта Леблана и Лизу Кудроу нельзя было назвать новичками. Имена их были известны только специалистам, хотя у них уже был опыт и серьёзные работы. В том числе и у Кортни Кокс, статус которой с оговоркой можно было назвать звёздным после «Семейных уз» и комедии «Эйс Вентура: Розыск домашних животных».
В апреле 1994 года актёры собрались для первого общего чтения сценария и доработки.. Ещё на этапе отбора продюсеры предложили Кортни Кокс роль Рэйчел, но сама Кортни решила, что для неё более подходит персонаж Моники Геллер.

### Съёмки пилотной серии
Съёмки пилотной серии, момента истины в судьбе сериала, прошли в мае 1994 года. 8-часовой материал (4 камеры по 2 часа) был обрезан при монтаже до 22 мин, и комиссия канала NBC в лице Дона Олмейера, главы отделения West Coast entertainment operation, приняла работу.
По итогам серии «Эпизод, где Моника берёт новую соседку» канал NBC заказал у компании Warner Brothers Television 12 серий, для показа в 1994 году, в дополнение к пилотной. В случае зрительского успеха NBC должен был заказать ещё 9 серий на полный сезон. Таким образом, окончательного одобрения со стороны руководства канала получено ещё не было. В истории были примеры, когда после первых неудачных шести серий остальные даже не доходили до эфира, хотя и были готовы. Но в случае «Друзей», как вспоминали создатели, магия и предчувствие успеха исходили уже от предварительных материалов. Режиссёром пилотной серии (и впоследствии 11 серий первого сезона) стал Джеймс Барроуз, опытный специалист, известный по своим работам в сериалах, в частности в популярном ситкоме «Весёлая компания». Съёмки первого сезона сериала начались в 5-м павильоне студии Warner Bros. в Бербанке.
Съёмки сериала велись перед аудиторией, которой на предварительных этапах раздавали сценарий сериала, чтобы им было легче воспринимать сюжет. Среди зрителей немедленно проводились опросы в фокус-группах по темам, которые представлялись руководству канала NBC спорными. Так, например, по сюжету в первом же эпизоде Моника порывает с парнем, сразу после того, как она в первый раз с ним переспала. Опрос зрителей, однако, показал, что такое поведение героини не кажется им «оскорбительным».
Когда съёмки были в разгаре, руководство NBC неожиданно предложило сменить темы диалогов, оценив первые отснятые материалы как скучные. Было рекомендовано сделать героев старше, а основное место встреч перенести из кафе в закусочную — то есть приблизить к уже хорошо зарекомендовавшему себя сериалу «Сайнфелд». Также продюсерам предложили придерживаться классического построения ситкома: в каждом эпизоде одна главная сюжетная линия и несколько второстепенных. Крейн и Кауфман в противоположность придерживались иной схемы — три сюжетных линии равного значения. В результате переговоров продюсерам удалось в главных моментах отстоять свои замыслы.
Премьерный показ первого эпизода состоялся 22 сентября 1994 года. Первый же эпизод не обманул ожиданий, отметившись высокими показателями зрительского рейтинга, собрав, по оценкам, у экранов около 22 млн зрителей. Вопрос о продолжении съёмок сериала был решён.

### Работа над сериалом

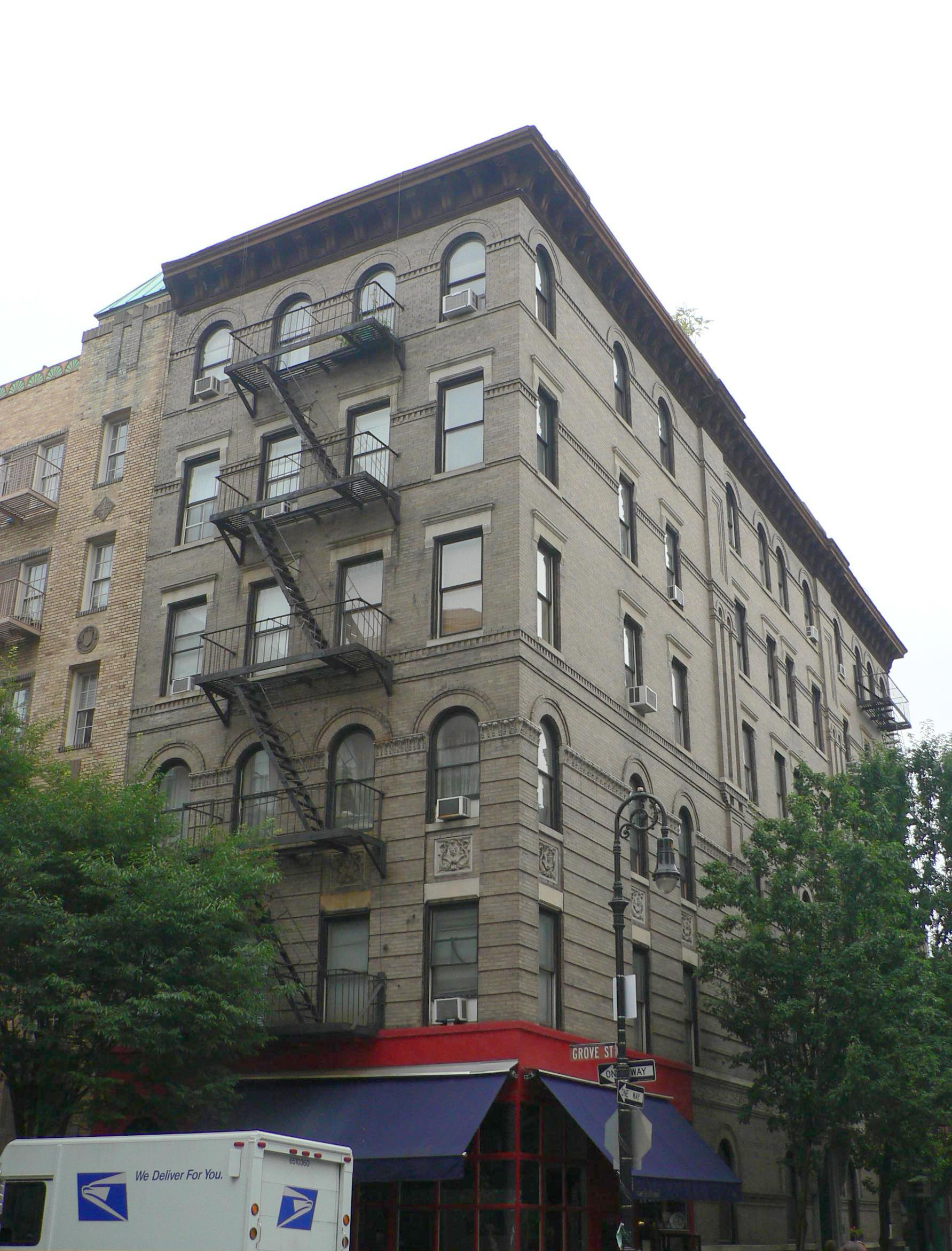
Здание на углу Бедфорд-стрит и Гроув-стрит в районе Гринвич-Виллидж, где проходит основное действие сериала

«Друзья» с первого же сезона заняли место главного сериала телеканала NBC, в ключевое время — в четверг вечером. Уже в 1995 году, по итогам первого сезона, сериал «Друзья» был номинирован на премию «Эмми» в 9 категориях, собирая в среднем по 20 млн зрителей за эпизод. Начиная со второго сезона, съёмочная группа переехала в павильон № 24, где творческий коллектив и трудился вплоть до десятого сезона (сейчас павильон носит имя сериала, который в нём снимался).
Это был напряжённый период в жизни его создателей. Как вспоминал Кевин Брайт, в это десятилетие обычным графиком для него были 60—80 рабочих часов в неделю. Оформив базовую идею и пилотную серию, Крейн и Кауфман передали разработку сценария специально нанятой группе молодых писателей возрастом до 40 лет. Большей частью диалоги писали сценаристы, но актёры также делились своими идеями, которые попадали в окончательный вариант. В начале каждого нового сезона продюсеры совместно с авторами прорабатывали наиболее важные ходы, и далее продюсеры тщательно рецензировали работу сценаристов. Изначально авторами планировалось, что красной нитью через сюжет пройдут романтические взаимоотношения между Джоуи и Моникой, впоследствии эта затея была пересмотрена и её заменила история Росса и Рэйчел. Такие важные сюжетные линии непосредственно влияли на популярность сериала и требовали пристального контроля со стороны продюсеров. Например, когда в конце 7-го сезона тема отношений Чендлера и Моники стала исчерпывать себя, снижая рейтинг, немедленно был введён поворот сюжета, связанный с беременностью Рэйчел.
Обычно непосредственно на съёмки одного эпизода уходило около 6—12 часов времени и 30 тыс. футов плёнки. Процесс мог затянуться, когда происходили переделки из-за изменений сюжета, произошедших в последний момент. Отдельные эпизоды были достаточно сложными с точки зрения постановки и декораций. Так, эпизод «Эпизод в Вегасе» («The One in Vegas») на самом деле полностью снимался в студии, хотя у зрителя могло создаться впечатление, что съёмочная группа выезжала в Лас-Вегас. Отснятый материал обрезался при монтаже до примерно 22 минут — стандартной длины серии. Съёмки велись перед аудиторией из 300 человек. Однако над ключевыми эпизодами, в которых происходил серьёзный поворот сюжета, работала ограниченная съёмочная группа, и снимались они при пустом зале, чтобы сохранить интригу.
Важным элементом работы стала тщательная проработка мелочей. «Центральная Кофейня» — один из немногих съёмочных павильонов с «улицей» из настоящего асфальта. Это позволяло добиться более реалистичного звука в уличных сценах. Картины, висящие в Центральной Кофейне, менялись каждые 3 эпизода. Художественный отдел вывешивал там работы местных и иностранных художников. Некоторые художники создавали работы специально для сериала.
В сериале уже с первого сезона появляется большое количество приглашённых звёзд. «Эпизод после Суперкубка» второго сезона, стал рекордсменом среди всех эпизодов сериала. Аудиторию примерно в 53 млн зрителей собрал у экранов актёрский ансамбль приглашённых звёзд первой величины: Брук Шилдс, Крис Айзек, Джулия Робертс, Жан-Клод Ван Дамм, Фред Уиллард, Дэн Кастелланета.
Фактически состав тех актёров, что стали постоянными героями, определился в первый же сезон. После первого же эпизода прошла только одна существенная замена — исполнительница роли Кэрол, бывшей жены Росса, Анита Бэррон не устроила продюсеров своей игрой, и её, вплоть до конца, заменила Джейн Сиббетт.
В 1998 году творческая группа выехала в командировку в Лондон, где должны были сниматься эпизоды четвёртого сезона. Как отмечали авторы, на их памяти это уникальный случай, когда съёмочная группа американского сериала вылетала бы за границу. Одной из причин была дань уважения многочисленной армии поклонников в Великобритании, где канал Channel 4 транслировал премьерные показы сериала. «Друзья» и «Скорая помощь» стали одними из наиболее популярных сериалов NBC в Великобритании.
Исполнители главных героев сериала вели себя по принципу «один за всех и все за одного». Как бывает в хорошей команде — «сумма получилась больше, чем каждая отдельная часть». Обозреватели отмечали, что в ходе работы над сериалом у шести звёзд внутри коллектива ни разу не было отмечено трений или серьёзных разногласий. Сплочённость помогла в тяжёлые моменты дискуссий с руководством канала, когда дело дошло до забастовки. Известны примеры, когда боссы крупнейших студий США вели себя беспощадно со звёздами, которые пытались диктовать им свои условия. В данном случае солидарность шестёрки привела к положительному для них исходу. Статус всех актёров главных ролей поднялся до высших пределов в голливудской табели о рангах. Хотя из-за слишком коллективистского подхода актёры не досчитались индивидуального признания — по мнению критиков, премий за исполнительское мастерство могло быть и больше.
Как признавалась Дженнифер Энистон:

С самого начала мы договорились ничего не скрывать друг от друга, потому что нам было хорошо вместе. Мы на самом деле друзья.
Оригинальный текст (англ.)From the beginning, we made sure that we'd always tell each other what was going on, because we were having such a good time. We're friends, actually.
— 

### Место действия

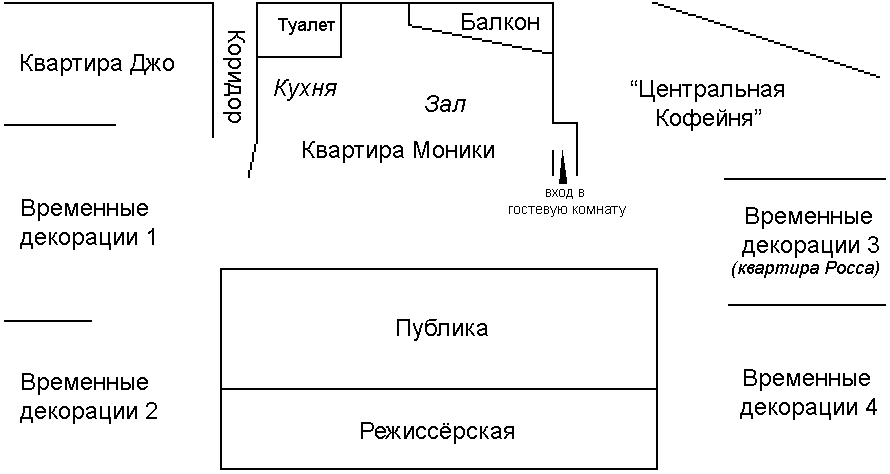
Схема съёмочной площадки сериала

Основные события сериала развиваются в квартирах Моники и Чендлера, в которых в разное время жили все главные герои сериала. Эти квартиры расположены в одном доме, друг напротив друга. Их номера — 19 и 20 (в первых эпизодах — 4 и 5). В этом же здании находится «Центральная Кофейня», где друзья регулярно собираются, чтобы выпить кофе и поговорить. Известно, что в прошлом на месте Кофейни находился бар.
Считается, что этот дом находится в Нью-Йорке по адресу: улица Бедфорд, 90 (англ. 90 Bedford Street).
Периодически в кадре также появляются квартиры Росса, его бывшей жены, Кэрол Уиллик, позже новой квартиры Росса (бывшей квартиры Голого чудовища) и Фиби (адрес 5 Morton Street apartment 14 она называет в 15 серии 7 сезона — улица в 3 кварталах от Бедфорд-стрит).
Несмотря на то, что основное действие сериала происходит в Нью-Йорке (район Гринвич-Виллидж), в этом городе не было снято ни одного кадра с участием героев, но в некоторых сериях имеют место отдельные сцены на натуре. Съёмки сериала проходили в павильонах компании Warner Brothers в штате Калифорния. Знаменитый фонтан, показанный на заставке сериала, также находится на территории студии.

### Завершение
После 8-го сезона поклонники сериала стали отмечать, что шоу стало терять свой блеск, несколько ухудшилось качество диалогов и главные сюжетные линии исчерпали себя. В съёмочной группе между актёрами и менеджментом стали всё чаще возникать разногласия. Новое шоу «Survivor» вытеснило «Друзей» с первого места рейтингов в их таймслоте. В СМИ стала проникать информация о том, что этот или следующий сезон станет последним.
К тому времени все ведущие актёры были уже вполне востребованы в классическом кинематографе, и их карьера не зависела от продолжения сериала. Из-за того, что они были заняты в различных собственных проектах, в последнем сезоне вместо 24 было снято 18 серий. Актёры и творческая группа сериала с искренним сожалением, глубоко эмоционально, расставались со своими героями. «Это намного более серьёзная потеря, нежели я думала, — вспоминала Лиза Кудроу, — я осветила свою душу, чтобы суметь сыграть Фиби».
Последние два эпизода сериала снимались в январе 2004 года и транслировались 6 мая 2004 года в 22:00. Финалу предшествовала двухчасовая ретроспектива самых интересных моментов шоу, а после эпизодов состоялось интервью с актёрами в прямом эфире на знаменитом диване в «Центральной кофейне». По оценкам маркетингового агентства Nielsen Company, аудитория финального эпизода, который поставил все точки над i в романтических взаимоотношениях Росса и Рэйчел, составила около 51,1 млн зрителей в США и 10 млн в Великобритании. Около 3000 зрителей наблюдали эпизод на улице с большого уличного экрана, который был установлен на Таймс-сквер в Нью-Йорке. Для многих фанатов заключительная серия, где, оставив ключи на столе, герои покидают квартиру, воспринималась не как комедия, а как драма.

### После закрытия
Завершение сериала стало концовкой целой эпохи для канала NBC и для всего американского телевидения. Работа над «Друзьями» вывела шестёрку исполнителей главных героев на самый верх голливудской иерархии. До того малоизвестные актёры вошли в число самых высокооплачиваемых звёзд, стали востребованы в кино, телевидении и в театре. По оценке журнала «Forbes», в 2004 году Дженнифер Энистон стала самой влиятельной медиазвездой в мире. Даже замужество Энистон — её брак с Брэдом Питтом, один из самых известных голливудских брачных союзов, журналисты ведущих изданий расценили как последствия телевизионной карьеры актрисы. Крейн и Кауфман продолжили работу над продюсированием сериалов, но уже в штате Warner Bros. Кевин Брайт, поучаствовав также в создании сериала «Джоуи», перешёл с 2006 года на преподавательскую работу.
Сериал продолжает приносить доход и после закрытия — за счёт повторных показов. Сериал закуплен свыше 100 кабельными каналами США и регулярно ими транслируется. Критик еженедельника Variety Джон Демпси объяснял это отсутствием других сериалов-блокбастеров на телевизионном рынке. В 2005 году права на повторный показ сериала вплоть до 2011 года были проданы сети Nick and Nite за $200 млн. Канал TBS в 2005 году также продлил лицензию на показ «Друзей» на 5 лет, заплатив $275 тыс. за каждый эпизод.

### Саундтрек
Продюсеры привлекли для написания оригинальной темы в сериале музыкантов группы «The Rembrandts». Фил Солем и Дэнни Уайлд написали песню специально для сериала. «I’ll Be There for You» («Я буду рядом с тобой») стала хитом после того, как сериал вышел на экраны и впоследствии была перезаписана и переиздана в обновлённом варианте. На композицию был снят клип с участием героев сериала. Перезаписанная композиция достигла 17-й позиции в чарте Billboard Hot 100 и 1-го места в чарте «Adult Contemporary». Аудиодиск с композициями из сериала достиг «золотого» статуса в США (было продано 500 тыс. копий).
Лиза Кудроу исполнила около 25 песен, написанных специально для сериала. Песня «Драный кот» (Smelly Cat) приобрела самостоятельную известность и стала популярным интернет-мемом.
В 1995 году издательство WMA выпустило альбом, содержащий саундтрек к сериалу: «Друзья: оригинальный саундтрек». В 1999 году вышел второй сборник: «Снова Друзья» (англ. Friends Again) и затем ещё два сборника в 2004 году «Friends: The One with All the Party Music» и в 2005 году «Друзья: Последний саундтрек» (англ. Friends: The Ultimate Soundtrack).

## Эпизоды
| Сезон | Сезон                 | Эпизоды               | Оригинальная дата показа | Оригинальная дата показа | Рейтинг Нильсена | Рейтинг Нильсена   |
| Сезон | Сезон                 | Эпизоды               | Премьера сезона          | Финал сезона             | Ранг             | Зрители (миллионы) |
| ----- | --------------------- | --------------------- | ------------------------ | ------------------------ | ---------------- | ------------------ |
|       | 1                     | 24                    | 22 сентября 1994         | 18 мая 1995              | 8                | 15.6               |
|       | 2                     | 24                    | 21 сентября 1995         | 16 мая 1996              | 3                | 18.7               |
|       | 3                     | 25                    | 19 сентября 1996         | 15 мая 1997              | 4                | 16.8               |
|       | 4                     | 24                    | 25 сентября 1997         | 7 мая 1998               | 4                | 16.1               |
|       | 5                     | 24                    | 24 сентября 1998         | 20 мая 1999              | 2                | 15.7               |
|       | 6                     | 25                    | 23 сентября 1999         | 18 мая 2000              | 5                | 14.0               |
|       | 7                     | 24                    | 12 октября 2000          | 17 мая 2001              | 5                | 12.6               |
|       | 8                     | 24                    | 27 сентября 2001         | 16 мая 2002              | 1                | 15.0               |
|       | 9                     | 24                    | 26 сентября 2002         | 15 мая 2003              | 2                | 13.9               |
|       | 10                    | 18                    | 25 сентября 2003         | 6 мая 2004               | 4                | 13.6               |
|       | Друзья: Воссоединение | Друзья: Воссоединение | 27 мая 2021              | 27 мая 2021              | н/д              | н/д                |

## Значение и признание

### Критика и восприятие
С самого появления на телеэкранах сериал обрёл большое количество поклонников и получал главным образом положительные отзывы критиков. «Мегахит», «икона», «обязательный к просмотру» — вот только некоторые из громких эпитетов сериала от самых авторитетных изданий США. Канал MTV в своей программе «101 причина превосходства 90-х» (англ. The 101 reasons the ’90s ruled) поместил «Друзей» на пятое место в рейтинге наиболее запоминающихся и значимых событий 1990-х годов.
Финальный эпизод смотрели 51,1 млн зрителей в США, и это стало 4-м результатом за всю историю американского телевидения (первое место удерживает финал сериала 1980-х «M*A*S*H»). В течение 10 сезонов сериал ни разу не опускался ниже 5-го места в рейтинге телеканала по итогам сезона. Актёров, исполнивших главные роли, зрители чаще называют именами их персонажей.
Помимо актёров, точно попавших в образ, и талантливых диалогов телеобозреватели ведущих американских изданий отметили интересные особенности, выделяющие этот сериал среди всех прочих. От семейных ситкомов (family sitcom) и комедий положений, связанных с работой, к началу 1990-х фокус внимания телевизионных каналов начал смещаться к темам дружбы и свободной любви. «От семейных комедий пригородов (suburb) — в мир центра большого города». Классическое построение американского ситкома — главная сюжетная линия и несколько второстепенных. В случае с «Друзьями» можно говорить о нескольких совершенно равноправных сюжетных линиях, так что ни одна из них не доминирует над другими. Аналогично и с главными героями — их роли в сюжете совершенно равны.
Актёрская игра ведущих, второстепенных и приглашённых исполнителей получила самые положительные оценки. Более того, критики отмечали, что актёры профессионально росли с каждым сезоном и дополняли свои образы всё новыми деталями.

Присмотритесь к Мэтту Леблану в почти любой сцене, к его неподдельной манере исполнения, к тому, как мысль, промелькнувшая в его голове, мгновенно отражается на лице. Очень немногие актёры не просто убедительны в роли придурков, но ещё и преподносят разные оттенки образа, снова и снова вызывая смех у зрителей.
Оригинальный текст (англ.) Watch LeBlanc closely in almost any scene and note the originality of his delivery, or the way he makes every thought that floats through his head so vividly transparent on his face. Very few actors could not only pull off the dumb-guy role as beautifully and convincingly as he does but also milk each dimwitted reaction for so many laughs.
— 
Лиза Кудроу, однако, достаточно самокритично отнеслась к своей актёрской работе и мастерству в сериале, считая, что дело тут не в особом таланте, а в том, что она задержалась в памяти зрителей, счастливо опередив других, не менее достойных актёров.
Работа сценаристов также получила высокую оценку. Серьёзные капиталовложения в этой части работы над сериалом дали свои плоды. Оригинальные тексты, полные подлинного юмора, стали ещё одним важным фактором популярности. Такие эпизоды, как «Эпизод с двумя вечеринками» («The One With The Two Parties», s02e22), «Эпизод, где никто не готов» («The One Where No One’s Ready», s03e01), «Эпизод, где Чендлер пересекает черту» («The One Where Chandler Crosses The Line», s04e07), были названы классикой жанра.
Характерным для сериала стало то, что его сюжет вневременной, хотя и привязан к вполне чётким временным рамкам, совпадающим со временем съёмок. Политические и культурные катаклизмы 1990—2000 годов никак не повлияли на диалоги героев. Одновременно с этим в диалогах постоянно возникали темы, нехарактерные для семейного кино: жизнь нищих и попрошаек, темы суррогатного материнства или лесбийской любви.

Рамка на двери квартиры Моники — один из символов сериала

Закрытие «Друзей» стало не только окончанием последнего сезона одного из самых рейтинговых и коммерчески успешных сериалов США, но и этапным моментом для всего телевидения. Специалисты говорили о закате целой эры ситкомов, которую олицетворяли финальные эпизоды «Друзей». Великие сериалы 1980—1990 начали постепенно уходить в прошлое. Обозреватель газеты «Washington Post» Том Шейлс в своей статье «Тёплое прощание с „Друзьями“… или с ситкомом?» сделал такое обобщение:

Телешоу «по сценарию» теперь теряют популярность, бал правят реалити-шоу, в которых играют люди с улицы в естественных, непостановочных сценах. NBC теперь продвигает безвкусное реалити-шоу «Фактор страха».
Оригинальный текст (англ.) Now, "scripted" TV shows seem to be falling out of favor as so-called "reality" shows that feature real people in allegedly unrehearsed situations proliferate. NBC promoted its own tasteless reality entry, "Fear Factor".
— 
По оценкам специалистов, сериал был изначально ориентирован на целевую аудиторию от 18 до 49 лет. Однако, как отмечали создатели сериала, «это не было шоу для одного поколения — оно было для всех» («it was not a show for one generation. It was for everybody»). Многие из поклонников сериала, которых относят к Поколению X, отождествляли героев с собой и со своей жизнью. Успех во многом был вызван тем, что сериал оказался близок молодым американцам, самостоятельно определяющим моральные ценности и строящим свою жизнь, поколению поздних браков, когда в суете большого города так сложно найти родственную душу. Малоизвестные (на момент выхода) актёры создали привлекательный образ на экране, образ молодости и открытых возможностей будущей жизни. Сериал «об остановившемся мгновении продлившейся молодости» (about arrested development and our desire for an extended adolescence). Поклонников не смущали некоторые логические неувязки, обычные для классических мыльных опер. Например, то, что герои в рабочее время постоянно сидят в кофейне, где всегда свободно лучшее место, не задумываясь над тем, сколько чашек эспрессо они выпили, или что квартира Моники и Чендлера слишком велика для явно невысоких доходов персонажей.
Были и негативные отклики. Комик Джон Стюарт в своей телепередаче «The Daily Show» заявил: «Ни разу не видел это шоу — меня от него тошнит». Начиная с восьмого сезона зрители и критики стали отмечать снижение качества диалогов, неестественность сюжетных поворотов звёздной команды, которую руководство студии стремилось сохранить любой ценой. Согласно сценарию, четверо из шестерых к 10-му сезону были связаны взаимными узами брака, и поддерживать «дружеский» дух сериала было уже слишком искусственным. Количество приглашённых звёзд, появляющихся в сериале, стало превышать разумные пределы, отвлекая зрителей.
Обозреватель сайта theage.com Росс Варнике назвал «Друзей» «сиюминутной комедией» (faddish comedy), успех которой придёт и уйдёт, тогда как настоящие шедевры, такие как «M*A*S*H» или «Башни Фолти», останутся в веках. Сериал называли слишком мелодраматичным для комедии, а также продуктом маркетинга, созданным в угоду интересам публики.

### Культурное влияние и признание
Сериал «Друзья» — один из наиболее популярных комедийных сериалов 1990-х годов, внёсших свой вклад в поп-культуру, оказавший влияние на английский язык, моду, музыку и экономику. Так, многие шутки стали цитировать. Например, коронная фраза Джо Триббиани, с которой он начинал знакомство с очередной девушкой — «How you doin’?» (аналогов в русском языке не имеет. Буквально: «Как поживаешь?») — эту фразу, повторяя интонацию героя, говорят друг другу при встрече или при попытке познакомиться с девушкой. «Друзья» стали брендом, широко используемым для продвижения фирменной продукции. По мотивам сериала была создана компьютерная игра.
Наиболее близкие по духу и затронутой теме аналоги «Друзей», по мнению специалистов, другие известнейшие американские постановки: «Беверли-Хиллз, 90210», «Сайнфелд» и «Фрейзер». Сериал «Сайнфелд», ставший важной вехой в истории телевидения, открыл новый жанр ситкома. В нём также была раскрыта тема дружбы и сложных взаимоотношений внутри группы молодых людей, ищущих себя в этой жизни. Семейные отношения и работа уходят на второй план — на переднем плане лёгкие юмористические диалоги, в духе «перебрасывания мяча» (fastball dialogue). Однако он был ближе к жанру «стендап» (импровизационное юмористическое выступление со сцены), тогда как «Друзья» относятся скорее к классической мыльной опере. К 1994 году «Сайнфелд» оставался на пике популярности, таким образом, зрительская аудитория и творческая группа «Друзей» были хорошо подготовлены к успеху в США.
Феномен «Друзей» и сериала «Сайнфелд» серьёзно повлиял на социологию, позволив учёным ввести в научный обиход новый термин «urban tribes» (что приблизительно можно перевести как «городское племя»). Сообщество молодых людей, объединённых дружескими узами — те, кто только получили высшее образование, живут отдельно от родителей и не зависят от политики и церкви. Их «квази-семьи» такие же, как они сами, ищущие на свой страх и риск место под солнцем. В 2004 году американский социолог Итан Уотерс по итогам своих исследований опубликовал книгу «Urban Tribes: Are Friends the New Family?» («Городское племя: Друзья или Новая семья?»).
Исследования первых восьми сезонов филологами Университета в Торонто показали влияние, которое оказал сериал на современный английский язык. Так, до сериала наиболее популярными вспомогательными словами, усиливающими эмоциональную окраску, были наречия «very» или «really», под влиянием речи героев сериала более популярным стало наречие «so». Причёска Рэйчел, придуманная стилистом Дженнифер Энистон, стала популярна у многих женщин и даже получила собственное название «Рэйчел».

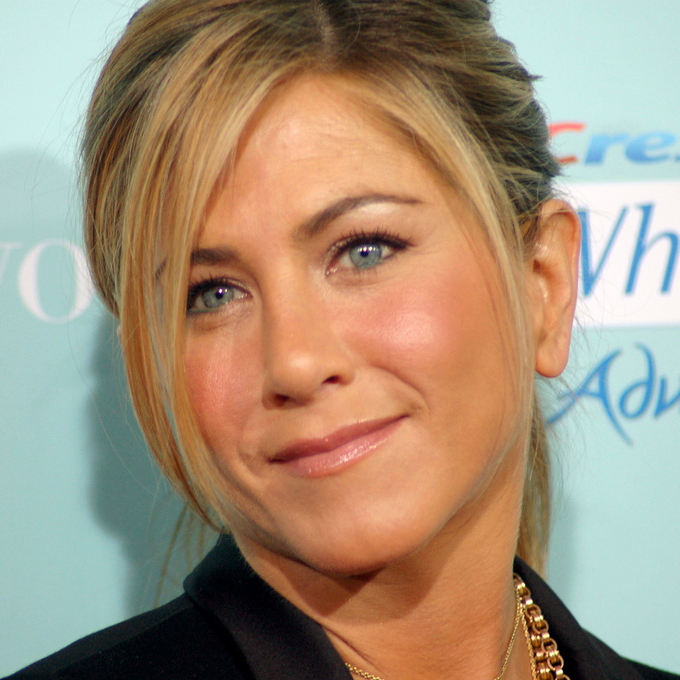
Дженнифер Энистон — удостоенная премии «Золотой глобус» за роль Рэйчел Грин в сериале. Считается, что она сделала наилучшую карьеру среди всех исполнителей главных ролей

Сериал повлиял также на культуру употребления кофе. Первые кофейни компании Starbucks в Нью-Йорке открылись в тот же год, что и начались премьерные показы «Друзей». Иранский бизнесмен Мохтаба Асадин использовал идею и дизайн кафе «Центральная кофейня», решив открыть в 2006 году франшизу Central Perk. Сеть кофейных заведений работает в 32 странах мира, а на открытие первого заведения в Дубай приехал Джеймс Майкл Тайлер (Гантер), где он немного поработал за стойкой кафе.
Сериал упоминают, цитируют фразы из него, также он сам вызывал подражания, цитировался и пародировался во многих фильмах и телевизионных передачах. Так, в двенадцатом сезоне сериала «Она написала убийство» прямо пародируются «Друзья». Джессика Флетчер расследует преступление, связанное с вымышленным сериалом Buds — отсылка к «Друзьям». Появление в «Эпизоде с двумя частями» приглашённых звёзд Джорджа Клуни и Ноа Уайли в роли докторов — прямая отсылка к сериалу «Скорая помощь». Несколько раз персонажи сравниваются с героями сериала «Клиника», есть небольшая оговорка во второй серии второго сезона сериала «Офис». В сериале «Я — зомби» есть эпизод (2 сезон 16 серия), где главные герои представили себя на месте героев сериала «Друзья».
На волне успеха «Друзей» в США и Великобритании появились такие сериалы как «Coupling», «Two Guys, a Girl and a Pizza Place» и другие, оценённые как явное и довольно слабое подражание классике.
Сериал, получив значительную международную популярность, стал также и значимым кросс-культурным феноменом. Во многих странах мира появились клубы и интернет-сайты поклонников сериала. Сериал стал предметом социологических исследований по влиянию иноязычного телевидения в неанглоязычных странах.
Марта Кауфман в интервью иронично отзывалась о многочисленных научных исследованиях, посвящённых её детищу: «Мы только хотели создать сериал, который нам будет весело смотреть», а Дэвид Крейн добавил: «Это всего лишь шоу».

### Финансовая сторона проекта
За съёмку в пилотной серии актёры главных ролей получили гонорар около $20 тыс. Далее с каждым сезоном доходы шести звёзд сериала неуклонно росли, достигнув в феврале 2002 года одного миллиона долларов за эпизод. Это не было рекордом: Пол Рейзер и Хелен Хант в 1998 получали $1 млн за эпизод в сериале «Без ума от тебя». Добиться существенного увеличения звёздам удалось после угрозы забастовки и длительных сложных переговоров с руководством студии. Согласно оценкам, каждый из исполнителей главных ролей, в общей сложности за десять сезонов, заработал около $100 млн.
Расходы Warner Bros. на съёмки одного эпизода к 2002 году составили около $9 млн. При этом права на премьерный показ одного эпизода продавались каналу NBC в 2001 году за ~$7 млн, а, начиная с 9-го сезона — за $9–10 млн, что было рекордным показателем для ситкома на американском телевидении на тот момент. В дополнение к этому Warner Bros. продавала права на послепремьерный показ другим каналам в США и остальном мире, что оценивалось в сумму около $4 млн за эпизод (данные 1998 года), за счёт чего и делалась прибыль.
NBC также не оставалась в накладе. Сериал был одной из наиболее востребованных рекламодателями постановок в программе канала. Стоимость 30-секундного рекламного ролика во время последнего эпизода сериала составляла два миллиона долларов США, что стало наивысшим показателем для ситкомов на тот момент. При этом в NBC не рассчитали — прибыль от рекламы не позволила окупить расходы на финальный эпизод. На DVD сериал был также вполне успешен. В первые пять дней после выхода на DVD было продано 500 000 копий. В Великобритании было продано свыше миллиона копий. Также успешно продавалась атрибутика и сопутствующие товары для сериала — футболки, календари, сувениры. Вообще сериал породил среди своих поклонников стремление в коллекционировании полных комплектов DVD дисков всех сезонов с сопутствующей атрибутикой, что ранее было скорее характерно для поклонников научно-фантастических и анимационных постановок. Английский канал Channel 4 закупил в 1999 году права на сериал «Скорая помощь» и «Друзья» за £100 млн. Финансовые аналитики оценили прибыль Warner Bros. к 2004 году от сериала примерно в $1 млрд только за первые пять сезонов. Стриминговый сервис HBO Max в 2020 году приобрёл эксклюзивные права на трансляцию сериала за 425 млн долл.

### Награды
За десять лет показа сериал получил большое количество номинаций и наград:
- Эмми. Всего сериал выдвигался 44 раза в различных номинациях и завоевал 6 наград[70].
  - 2003 — Выдающаяся приглашённая актриса комедийного сериала — Кристина Эпплгейт
  - 2002 — Выдающийся комедийный сериал
  - 2002 — Выдающаяся актриса комедийного сериала — Дженнифер Энистон
  - 2000 — Выдающийся приглашённый актёр комедийного сериала — Брюс Уиллис
  - 1998 — Выдающаяся актриса комедийного сериала — Лиза Кудроу
  - 1996 — Выдающаяся режиссёрская работа комедийного сериала — Майкл Лембек (за «Эпизод после Суперкубка»)

- Золотой глобус

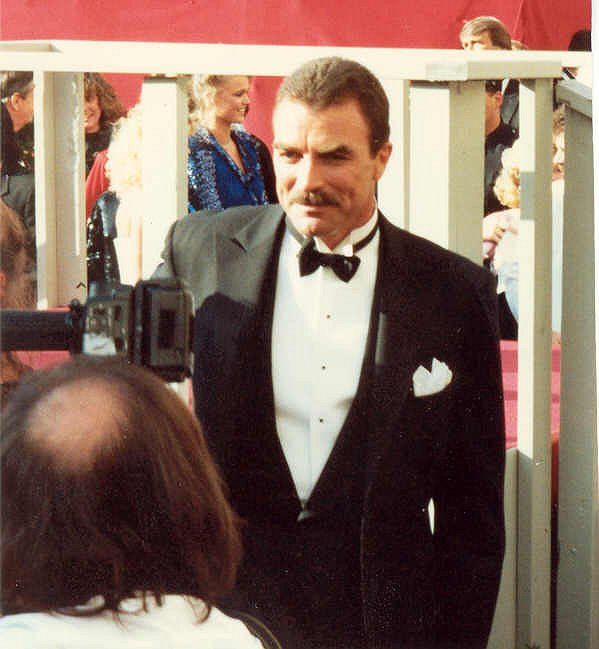
Том Селлек в 2000 году номинировался как лучшая приглашённая звезда на премию «Эмми»

  - 2003 — Лучшая актёрская работа в сериале, мюзикле или комедии — Дженнифер Энистон
- Награды People’s Choice Awards
  - 2004 — Телевизионный комедийный сериал
  - 2004 — Телевизионная актриса — Дженнифер Энистон
  - 2003 — Телевизионный комедийный сериал
  - 2003 — Телевизионная актриса — Дженнифер Энистон
  - 2002 — Телевизионный комедийный сериал
  - 2002 — Телевизионная актриса — Дженнифер Энистон
  - 2001 — Телевизионный комедийный сериал
  - 2001 — Телевизионная актриса — Дженнифер Энистон
  - 2000 — Телевизионный комедийный сериал
  - 2000 — Телевизионная актриса — Дженнифер Энистон
  - 1999 — Телевизионный комедийный сериал
  - 1995 — Новый телевизионный сериал
- Премия Гильдии киноактёров
  - 2000 — за лучшую женскую роль в комедийном сериале — Лиза Кудроу
  - 1996 — За лучший актёрский состав в комедийном сериале

## Спин-офф и слухи о продолжении

Постер сериала «Джоуи»

### «Джоуи»
Вскоре после окончания показа «Друзей» на экраны вышел телесериал «Джоуи» (англ. Joey). Его премьера состоялась на канале NBC 9 сентября 2004 года. Главный герой этого сериала — персонаж «Друзей» Джо Триббиани — переезжает в Лос-Анджелес, чтобы продолжить свою актёрскую карьеру. Всего было снято два сезона «Джо» (46 серий). 7 марта 2006 года NBC прекратило показ сериала в связи с низкими рейтингами.

### Возможный фильм
Сразу после окончания премьерной трансляции «Друзей» в 2004 году в СМИ стала появляться информация о планируемом продолжении в форме полнометражного фильма или сериалов. Сообщение о том, что NBC планирует съёмки нового сериала «It’s A Guy Thing» с участием персонажей «Друзей» — Джо, Чендлера и Росса — не подтвердилось.
27 сентября 2009 года английский таблоид «News of the World», ссылаясь на слова Джеймса Майкла Тайлера (исполнитель роли Гантера), сообщил о том, что фильм «Друзья» должен выйти к лету 2011 года, однако уже на следующий день эти слухи были опровергнуты представителями Дженнифер Энистон, Кортни Кокс и Лизы Кудроу. В январе 2010 года Кокс и Кудроу заявили в своём интервью «Associated Press», что с момента окончания телесериала к ним ни разу не приходили предложения от представителей Дэвида Крейна и Марты Кауфман относительно их участия в съёмках полнометражной версии «Друзей».

### «Эпизоды»
С осени 2009 года Дэвид Крейн по заказу телеканала «Showtime» совместно с BBC занимался съёмками сериала «Эпизоды» с участием Мэтта Леблана (он играет в нём самого себя). Первый сезон сериала вышел на экраны в январе 2011 года.

### Спецвыпуски и документальные проекты
Главные персонажи сериала «Друзья» вновь вернутся на экраны в специальном двухчасовом эпизоде, сообщал «Entertainment Weekly». Спецвыпуск был посвящён телевизионному режиссёру Джеймсу Барроузу и вышел в эфире канала NBC 21 февраля 2016 года. Представители канала NBC не подтвердили того, что всех шестерых исполнителей главных ролей удастся собрать одновременно в одном съёмочном павильоне. Однако вскоре выяснилось, что речь идёт лишь о приглашении актёров в специальную шоу-программу Джеймса Берроуза, посвященную телесериалу, где показали самые запомнившиеся актёрам фрагменты. Мэттью Перри не смог присутствовать на передаче, в связи с занятостью в съёмках, о чём сообщил в специально записанном телеобращении, показанном в начале шоу.

### «Воссоединение»
12 ноября 2019 года издание «The Hollywood Reporter» сообщило, что канал «Warner Bros TV» готовит шоу-воссоединение для HBO Max с участием всех актёров основного состава — они будут сниматься без сценария. 21 февраля 2020 года в HBO подтвердили, что будет выпущено специальное шоу под названием «The One Where They Got Back Together» на платформе HBO Max в тот же день, что и премьера всех 236 эпизодов в онлайн-кинотеатре.
18 марта 2020 года стало известно, что съёмки 23 и 24 марта, запланированные на той же площадке, где создавали оригинальный сериал, перенеслись из-за пандемии коронавируса. В ноябре 2020 года Мэттью Перри сообщил, что съёмки запланирован на март 2021.
12 мая 2021 года вышел тизер-трейлер с официальным названием шоу «Друзья: Воссоединение» (англ. Friends: The Reunion). Премьера- специального выпуска состоялась на HBO Max 27 мая 2021.

## Цензура
11 февраля 2022 года ситком стал доступен на стриминговых платформах в Китае. Зрители обратили внимание, что из эпизодов были удалены все сцены с упоминанием однополых отношений и секса. В частности, были вырезаны упоминания бывшей жены Росса и сцена с поцелуем Джоуи и Чендлера, а в субтитрах нет упоминаний секса.